# Слони пам'ятають усе
«Слони пам'ятають усе» — кінофільм режисера Детльова Бука, що вийшов на екрани в 2012 році.

## Зміст
Жінці, яка зазнала жахливої аварії на машині, вдалося уникнути смерті завдяки сюрреалістичним на перший погляд обставинам - поблизу опинився справжнісінький слон, який і допоміг їй вибратися з готового вибухнути автомобіля. Незабаром господар тварини, карлик, що працює в цирку, відправився з квітами до постраждалої, де йому було запропоновано обрати собі нагороду за його вчинок. Краса врятованої зробила свою справу, і дресирувальник виявився не надто оригінальний у своїх бажаннях.

## Ролі
| Актор            | Роль |
| ---------------- | ---- |
| Наталія Вернер   | -    |
| Peter Luppa      | -    |
| Леандер Хауссман | -    |
| Дженні Елверс    | -    |

## Знімальна група
- Режисер — Детльов Бук
- Сценарист — Детлеф Б. Блетенберг, Детлев Бук
- Продюсер — Регіна Циглер, Маріетт Різенбек